# Madalena Barbosa
Pour les articles homonymes, voir Barbosa.
Madalena Barbosa, né le 13 mars 1942 et morte le 21 février 2008, est une féministe portugaise, fondatrice du Mouvement de libération des femmes (Movimento de Libertação das Mulheres) en avril 1974.

## Biographie
En 1980, Madalena Barbosa rejoint la Commission sur la condition de la femme et la Commission pour la citoyenneté et l'égalité des sexes. Au cours de sa carrière de militante féministe, elle a représenté le Portugal et l'Union européenne dans divers sommets et conférences internationales, en particulier à New York.
Lors de l'élection municipale partielle de 2007, elle est candidate à la Chambre de Lisbonne pour le parti de gauche Mouvement des citoyens de Lisbonne (Movimento Cidadãos por Lisboa).

## Sources
- (en) Cet article est partiellement ou en totalité issu de l’article de Wikipédia en anglais intitulé « Madalena Barbosa » (voir la liste des auteurs).